# Polnische Badmintonmeisterschaft 2020
Die Polnische Badmintonmeisterschaft 2020 fand vom 17. bis zum 20. September 2020 in Białystok statt. Es war die 56. Austragung der Titelkämpfe.

## Medaillengewinner
| Disziplin    | Gold                                                                         | Silber                                                                       | Bronze |
| ------------ | ---------------------------------------------------------------------------- | ---------------------------------------------------------------------------- | --- |
| Herreneinzel | Adrian Dziółko (Hubal Białystok)                                             | Mateusz Świerczyński (SKB Litpol-Malow Suwałki)                              | Michał Walentek (Kolejarz Częstochowa) Mateusz Dubowski (ABRM Warszawa)                                                                             |
| Dameneinzel  | Wiktoria Dąbczyńska (Orlicz Suchedniów)                                      | Joanna Rudna (Hubal Białystok)                                               | Karolina Władzińska (ABRM Warszawa) Anastazja Chomicz (SKB Litpol-Malow Suwałki)                                                                    |
| Herrendoppel | Przemysław Wacha (AZS UM Łódź) Michał Łogosz (SKB Litpol-Malow Suwałki)      | Adam Cwalina (ABRM Warszawa) Przemysław Szydłowski (ABRM Warszawa)           | Jakub Melaniuk (Unia Bieruń) Szymon Ślepecki (Technik Głubczyce) Jacek Kołumbajew (AZS UM Łódź) Piotr Wasiluk (LUKS Choroszcz)                      |
| Damendoppel  | Wiktoria Dąbczyńska (Orlicz Suchedniów) Aleksandra Pająk (Orlicz Suchedniów) | Olga Miksza (ABRM Warszawa) Magdalena Świerczyńska (ABRM Warszawa)           | Paulina Hankiewicz (ABRM Warszawa) Dominika Kwaśnik (Feniks Kędzierzyn-Koźle) Kornelia Marczak (Plesbad Pszczyna) Dagmara Pękała (Plesbad Pszczyna) |
| Mixed        | Paweł Śmiłowski (Hubal Białystok) Magdalena Świerczyńska (ABRM Warszawa)     | Robert Cybulski (ABRM Warszawa) Wiktoria Adamek (Ząbkowice Dąbrowa Górnicza) | Adam Szolc (Hubertus Zalesie) Kornelia Marczak (Plesbad Pszczyna) Wiktor Trecki (Unia Bieruń) Paulina Hankiewicz (ABRM Warszawa)                    |